# Lista siturilor arheologice din județul Ilfov
Lista siturilor arheologice din județul Ilfov conține toate siturile arheologice din județul Ilfov înscrise în Repertoriul Arheologic Național (RAN). RAN este administrat de Ministerul Culturii și Patrimoniului Național și cuprinde date științifice, cartografice, topografice, imagini și planuri, precum și orice alte informații privitoare la zonele cu potențial arheologic, studiate sau nu, încă existente sau dispărute.
Datorită numărului mare de situri, această listă a fost împărțită după localitatea în care se află situl. Dacă știți localitatea (satul sau orașul) în care se află situl, alegeți localitatea din lista din această pagină. Dacă nu știți localitatea, puteți căuta un sit din județ folosind formularul de mai jos.
| A ↑ A B C D E F G H I Î J K L M N O P Q R S Ș T Ț U V W X Y Z ↓ | A ↑ A B C D E F G H I Î J K L M N O P Q R S Ș T Ț U V W X Y Z ↓ | A ↑ A B C D E F G H I Î J K L M N O P Q R S Ș T Ț U V W X Y Z ↓ | A ↑ A B C D E F G H I Î J K L M N O P Q R S Ș T Ț U V W X Y Z ↓ | A ↑ A B C D E F G H I Î J K L M N O P Q R S Ș T Ț U V W X Y Z ↓ | A ↑ A B C D E F G H I Î J K L M N O P Q R S Ș T Ț U V W X Y Z ↓ | A ↑ A B C D E F G H I Î J K L M N O P Q R S Ș T Ț U V W X Y Z ↓ | A ↑ A B C D E F G H I Î J K L M N O P Q R S Ș T Ț U V W X Y Z ↓ | A ↑ A B C D E F G H I Î J K L M N O P Q R S Ș T Ț U V W X Y Z ↓ | A ↑ A B C D E F G H I Î J K L M N O P Q R S Ș T Ț U V W X Y Z ↓ |
| --------------------------------------------------------------- | --------------------------------------------------------------- | --------------------------------------------------------------- | --------------------------------------------------------------- | --------------------------------------------------------------- | --------------------------------------------------------------- | --------------------------------------------------------------- | --------------------------------------------------------------- | --------------------------------------------------------------- | --------------------------------------------------------------- |
| Afumați                                                         | Alunișu                                                         |                                                                 |                                                                 |                                                                 |                                                                 |                                                                 |                                                                 |                                                                 |                                                                 |
| B ↑ A B C D E F G H I Î J K L M N O P Q R S Ș T Ț U V W X Y Z ↓ |                                                                 |                                                                 |                                                                 |                                                                 |                                                                 |                                                                 |                                                                 |                                                                 |                                                                 |
| Balotești                                                       | Bălăceanca                                                      | Bălteni                                                         | Bragadiru                                                       | Brănești                                                        |                                                                 |                                                                 |                                                                 |                                                                 |                                                                 |
| Buciumeni                                                       | Buftea                                                          | Buriaș                                                          |                                                                 |                                                                 |                                                                 |                                                                 |                                                                 |                                                                 |                                                                 |
| C ↑ A B C D E F G H I Î J K L M N O P Q R S Ș T Ț U V W X Y Z ↓ |                                                                 |                                                                 |                                                                 |                                                                 |                                                                 |                                                                 |                                                                 |                                                                 |                                                                 |
| Căciulați                                                       | Căldăraru                                                       | Cățelu                                                          | Chiajna                                                         | Chitila                                                         |                                                                 |                                                                 |                                                                 |                                                                 |                                                                 |
| Cioflinceni                                                     | Ciolpani                                                        | Ciorogârla                                                      | Clinceni                                                        | Corbeanca                                                       |                                                                 |                                                                 |                                                                 |                                                                 |                                                                 |
| Cornetu                                                         | Creața                                                          | Crețuleasca                                                     |                                                                 |                                                                 |                                                                 |                                                                 |                                                                 |                                                                 |                                                                 |
| D ↑ A B C D E F G H I Î J K L M N O P Q R S Ș T Ț U V W X Y Z ↓ |                                                                 |                                                                 |                                                                 |                                                                 |                                                                 |                                                                 |                                                                 |                                                                 |                                                                 |
| Dascălu                                                         | Dărăști-Ilfov                                                   | Dimieni                                                         | Domnești                                                        | Dumbrăveni                                                      |                                                                 |                                                                 |                                                                 |                                                                 |                                                                 |
| G ↑ A B C D E F G H I Î J K L M N O P Q R S Ș T Ț U V W X Y Z ↓ |                                                                 |                                                                 |                                                                 |                                                                 |                                                                 |                                                                 |                                                                 |                                                                 |                                                                 |
| Gagu                                                            | Glina                                                           | Grădiștea                                                       | Gruiu                                                           |                                                                 |                                                                 |                                                                 |                                                                 |                                                                 |                                                                 |
| I ↑ A B C D E F G H I Î J K L M N O P Q R S Ș T Ț U V W X Y Z ↓ |                                                                 |                                                                 |                                                                 |                                                                 |                                                                 |                                                                 |                                                                 |                                                                 |                                                                 |
| Izvorani                                                        |                                                                 |                                                                 |                                                                 |                                                                 |                                                                 |                                                                 |                                                                 |                                                                 |                                                                 |
| J ↑ A B C D E F G H I Î J K L M N O P Q R S Ș T Ț U V W X Y Z ↓ |                                                                 |                                                                 |                                                                 |                                                                 |                                                                 |                                                                 |                                                                 |                                                                 |                                                                 |
| Jilava                                                          |                                                                 |                                                                 |                                                                 |                                                                 |                                                                 |                                                                 |                                                                 |                                                                 |                                                                 |
| L ↑ A B C D E F G H I Î J K L M N O P Q R S Ș T Ț U V W X Y Z ↓ |                                                                 |                                                                 |                                                                 |                                                                 |                                                                 |                                                                 |                                                                 |                                                                 |                                                                 |
| Lipia                                                           |                                                                 |                                                                 |                                                                 |                                                                 |                                                                 |                                                                 |                                                                 |                                                                 |                                                                 |
| M ↑ A B C D E F G H I Î J K L M N O P Q R S Ș T Ț U V W X Y Z ↓ |                                                                 |                                                                 |                                                                 |                                                                 |                                                                 |                                                                 |                                                                 |                                                                 |                                                                 |
| Manolache                                                       | Măgurele                                                        | Măineasca                                                       | Moara Vlăsiei                                                   | Mogoșoaia                                                       |                                                                 |                                                                 |                                                                 |                                                                 |                                                                 |
| O ↑ A B C D E F G H I Î J K L M N O P Q R S Ș T Ț U V W X Y Z ↓ |                                                                 |                                                                 |                                                                 |                                                                 |                                                                 |                                                                 |                                                                 |                                                                 |                                                                 |
| Otopeni                                                         |                                                                 |                                                                 |                                                                 |                                                                 |                                                                 |                                                                 |                                                                 |                                                                 |                                                                 |
| P ↑ A B C D E F G H I Î J K L M N O P Q R S Ș T Ț U V W X Y Z ↓ |                                                                 |                                                                 |                                                                 |                                                                 |                                                                 |                                                                 |                                                                 |                                                                 |                                                                 |
| Pantelimon                                                      | Pasărea                                                         | Periș                                                           | Petrăchioaia                                                    | Popești Leordeni                                                |                                                                 |                                                                 |                                                                 |                                                                 |                                                                 |
| Poșta                                                           | Pruni                                                           |                                                                 |                                                                 |                                                                 |                                                                 |                                                                 |                                                                 |                                                                 |                                                                 |
| R ↑ A B C D E F G H I Î J K L M N O P Q R S Ș T Ț U V W X Y Z ↓ |                                                                 |                                                                 |                                                                 |                                                                 |                                                                 |                                                                 |                                                                 |                                                                 |                                                                 |
| Roșu                                                            |                                                                 |                                                                 |                                                                 |                                                                 |                                                                 |                                                                 |                                                                 |                                                                 |                                                                 |
| S ↑ A B C D E F G H I Î J K L M N O P Q R S Ș T Ț U V W X Y Z ↓ |                                                                 |                                                                 |                                                                 |                                                                 |                                                                 |                                                                 |                                                                 |                                                                 |                                                                 |
| Săftica                                                         | Siliștea Snagovului                                             | Snagov                                                          | Surlari                                                         |                                                                 |                                                                 |                                                                 |                                                                 |                                                                 |                                                                 |
| Ș ↑ A B C D E F G H I Î J K L M N O P Q R S Ș T Ț U V W X Y Z ↓ |                                                                 |                                                                 |                                                                 |                                                                 |                                                                 |                                                                 |                                                                 |                                                                 |                                                                 |
| Ștefăneștii de Jos                                              |                                                                 |                                                                 |                                                                 |                                                                 |                                                                 |                                                                 |                                                                 |                                                                 |                                                                 |
| T ↑ A B C D E F G H I Î J K L M N O P Q R S Ș T Ț U V W X Y Z ↓ |                                                                 |                                                                 |                                                                 |                                                                 |                                                                 |                                                                 |                                                                 |                                                                 |                                                                 |
| Tâncăbești                                                      | Tânganu                                                         | Tunari                                                          |                                                                 |                                                                 |                                                                 |                                                                 |                                                                 |                                                                 |                                                                 |
| Ț ↑ A B C D E F G H I Î J K L M N O P Q R S Ș T Ț U V W X Y Z ↓ |                                                                 |                                                                 |                                                                 |                                                                 |                                                                 |                                                                 |                                                                 |                                                                 |                                                                 |
| Țegheș                                                          |                                                                 |                                                                 |                                                                 |                                                                 |                                                                 |                                                                 |                                                                 |                                                                 |                                                                 |
| V ↑ A B C D E F G H I Î J K L M N O P Q R S Ș T Ț U V W X Y Z ↓ |                                                                 |                                                                 |                                                                 |                                                                 |                                                                 |                                                                 |                                                                 |                                                                 |                                                                 |
| Vadu Anei                                                       | Vânători                                                        | Vârteju                                                         | Vidra                                                           | Vlădiceasca                                                     |                                                                 |                                                                 |                                                                 |                                                                 |                                                                 |
| Voluntari                                                       |                                                                 |                                                                 |                                                                 |                                                                 |                                                                 |                                                                 |                                                                 |                                                                 |                                                                 |